# 神谷美寿々
神谷 美寿々（かみや みすず、1987年（昭和62年）3月9日 - ）は、日本のフリーアナウンサー。

## 略歴
- 沖縄県浦添市出身[1]、以前は沖縄県内を中心に活動するモデルとして活躍。みーすーの愛称でも親しまれていた。
- 2013年6月、山形テレビにアナウンサーとして入社[2]。
- 2014年6月、山形テレビを退社[3][4]。
- その後、2014年7月に東海テレビに移籍[5]。
- 2016年3月に東海テレビを退社[5]。フリーアナウンサーを経て、2017年1月に福島テレビへ移籍[6]。2019年3月に退職。

## 過去の担当番組

### 福島テレビ
- サタふく（2016年10月1日 - 2018年3月31日）MC
- FTV みんなのニュース（2017年4月6日 - 2018年3月30日）木・金曜ニュースキャスター
- FTVテレポートプラス（2018年4月5日 - 2019年3月29日）木・金曜ニュースキャスター
- 定時ニュース（不定期）

### 東海テレビ
- みんなのニュース One（土曜版キャスター、平日レポーター）
- スイッチ!（レポーター）
- FNN東海テレビスピーク

### 山形テレビ
- スーパーJチャンネルYTSゴジダス（2013年7月 - 2014年6月）キャスター
- YTSニュース（不定期）

### モデル時代
- ひーぷー☆ホップ（2008年7月5日 - 2010年12月25日、沖縄テレビ）